# Террористический акт в редакции Charlie Hebdo
Террористический акт в редакции Charlie Hebdo произошёл 7 января 2015 года в Париже. В результате нападения вооружённых исламистских боевиков погибло 12 человек, ранено 11. Главные подозреваемые в совершении террористического акта братья Саид и Шериф Куаши 9 января были уничтожены французскими силовиками в ходе спецоперации.
Ответственность за теракт взяли на себя боевики террористической организации «Аль-Каида на Аравийском полуострове». О причастности к произошедшему также заявили в террористической организации «Исламское государство».
Террористический акт в редакции Charlie Hebdo стал началом череды нападений во Франции в период с 7 по 9 января 2015 года. Всего жертвами январских терактов стали 17 человек: 14 гражданских и 3 полицейских.

## Предпосылки и мотивы
Сатирический еженедельник Charlie Hebdo (рус. «Шарли́ Эбдо́»; дословно переводится как «Еженедельный Чарли») был основан в 1969 году. Среди прочего, здесь публиковались карикатуры на ислам и пророка Мухаммеда. Последней такой публикацией, в сентябре 2012 года, стал отклик на любительский фильм «Невинность мусульман» и последовавшие за ним беспорядки в арабских странах с американским присутствием. В начале 2013 года Charlie Hebdo опубликовал комикс о жизни пророка. Предполагается, что недовольство этими карикатурами и послужило основным мотивом нападения.
1 марта 2006 года еженедельник опубликовал «Манифест двенадцати» против нового вида тоталитаризма — исламизма, как «новой мировой угрозы для демократии после фашизма, нацизма и сталинизма».
До теракта 7 января 2015 года на редакцию Charlie Hebdo уже осуществлялись нападения. В частности, в 2011 году неизвестные подожгли здание, в котором размещался еженедельник, швырнув туда коктейлем Молотова.
За несколько минут до стрельбы в «Твиттере» издания была опубликована карикатура с изображением лидера террористической организации «Исламское государство» Аль-Багдади и подписью «Наилучших пожеланий. От Аль-Багдади также. И особенно здоровья».

## Ход событий
7 января 2015 года около 11:20 (UTC+1) братья Саид и Шериф Куаши, вооружённые автоматами CZ SA Vz.58, пистолетами-пулемётами Šcorpion vz. 61, пистолетами ТТ, гранатомётом и помповым дробовиком, приехали на чёрном автомобиле Citroën C3 к дому № 6 по улице Николя Аппера (по этому адресу находится архив еженедельника Charlie Hebdo). Поняв, что ошиблись адресом, террористы узнали у двух местных жителей местонахождение редакции Charlie Hebdo, после чего застрелили одного из них.
Попасть внутрь офиса редакции, которая расположена на той же улице в доме № 10, вооружённым людям была вынуждена помочь сотрудница издания, по данным агентства Reuters, художница Коринн Рей:
Я отправилась за дочерью в детский сад. Перед входом офис оказались двое вооружённых людей в камуфляже. Они хотели войти внутрь и стали нам угрожать. И я ввела код. <…> Их французский был безупречен, они заявляли, что из «Аль-Каиды».
С криками «Аллаху Акбар» террористы ворвались внутрь. Первой жертвой террористов стал агент по офисному обслуживанию, сотрудник компании Sodexo Фредерик Буассо — он был убит в приёмной на первом этаже. После убийства Буассо боевики поднялись на второй этаж, где в это время шло редакционное совещание.
Войдя в конференц-зал, боевики позвали «Шарба» (Стефана Шарбоннье, главного редактора издания). Когда тот вышел к террористам, они расстреляли его, а затем открыли огонь по остальным сотрудникам редакции. Стрельба длилась около 10 минут.
В 11:30 полицейские получили информацию о стрельбе в здании редакции — к офису газеты выехали сотрудники полиции; в это же время террористы покидали здание. На выходе из редакции завязалась перестрелка, но в ходе неё никто не пострадал. По словам очевидцев, после нападения террористы кричали, что «отомстили за пророка».
На бульваре Ришар-Ленуар убегавшие террористы напали на встреченного ими полицейского. Он был ранен, а затем убит выстрелом в упор.
Пытаясь скрыться, террористы достигли XIX округа Парижа. На улице Мо они бросили свою машину, затем силой отобрали другой автомобиль марки Renault Clio и уехали.

## Погибшие и раненые
В результате нападения погибло 12 человек, двое из которых — сотрудники полиции: Франк Бренсоларо (телохранитель Шарбоннье) и Ахмед Мерабе (француз алжирского происхождения, исповедовавший ислам).
В числе погибших — главный редактор журнала Charlie Hebdo и карикатурист Стефан Шарбоннье. Как сообщает The Daily Telegraph, Шарбоннье был в «чёрном списке» террористической группировки «Аль-Каида»: боевики охотились на него за публикацию карикатур на пророка Мухаммеда. Также были убиты известные карикатуристы Жан Кабю, Жорж Волински, Бернар Верлак (известный под псевдонимом Тиньюс), Филипп Оноре и журналист Бернар Марис.
Пострадало 11 человек, четверо из них были доставлены в больницы в критическом состоянии.

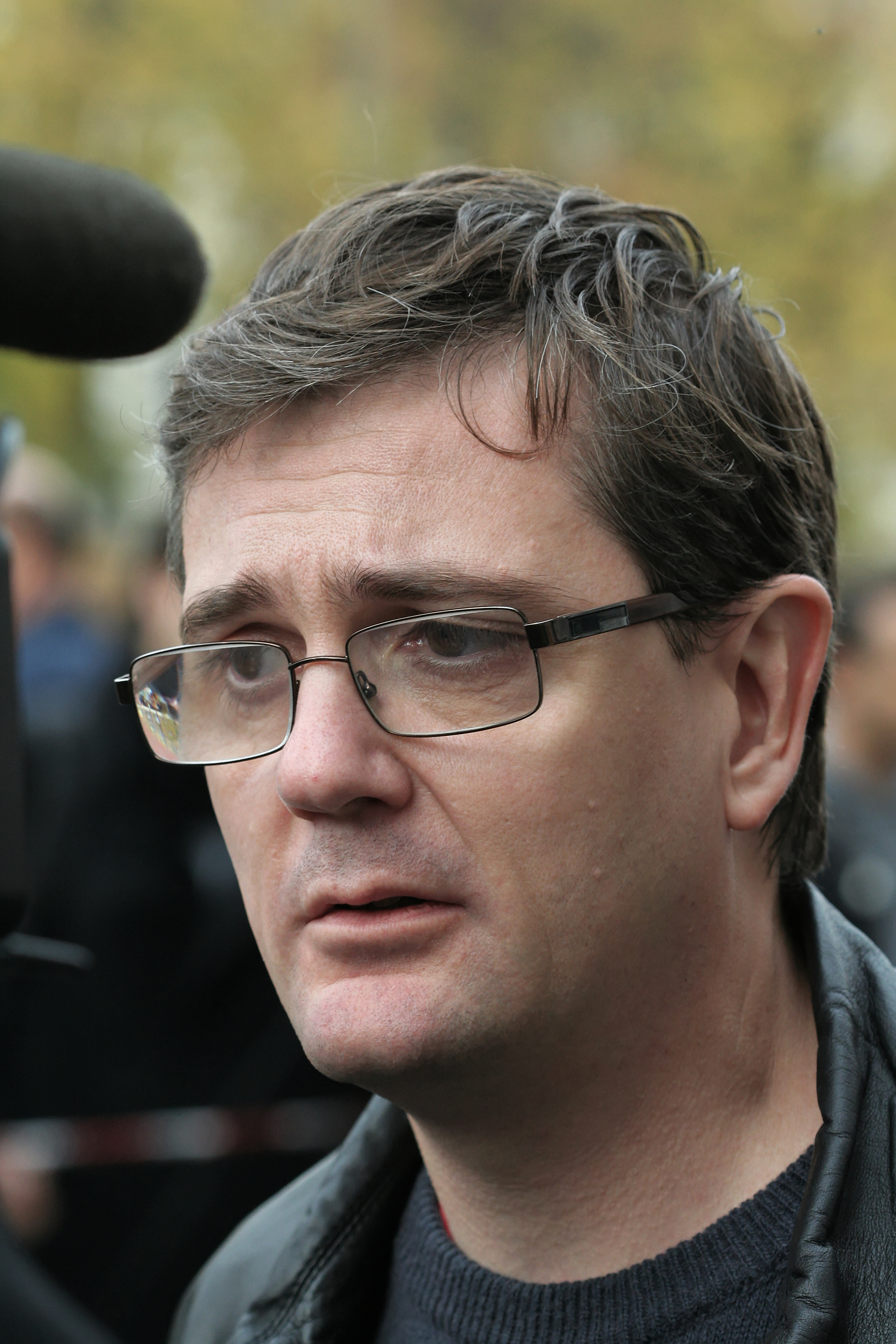
Стефан Шарбоннье
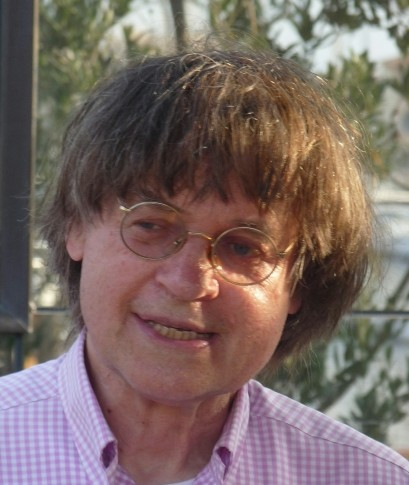
Жан Кабю
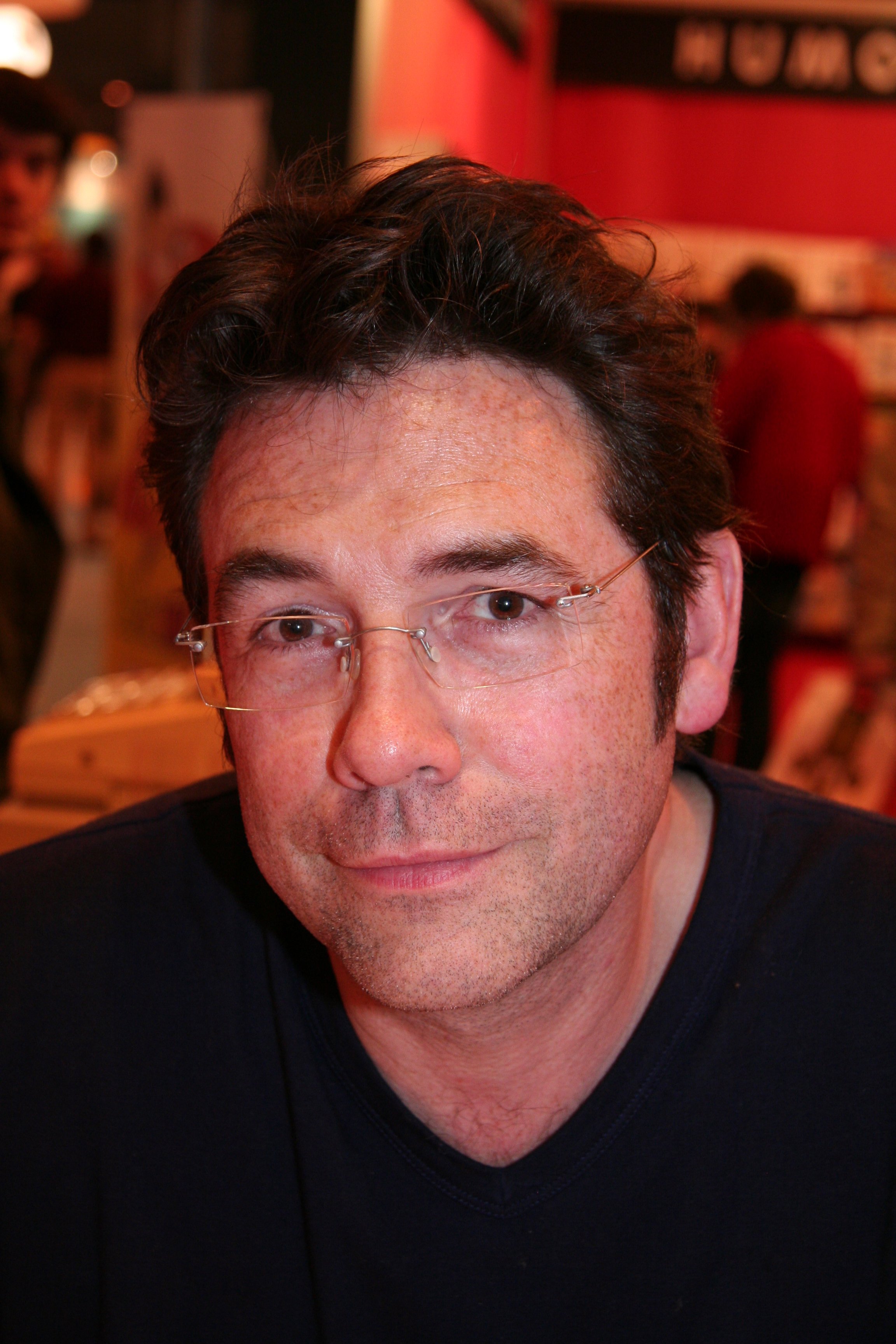
Бернар Верлак
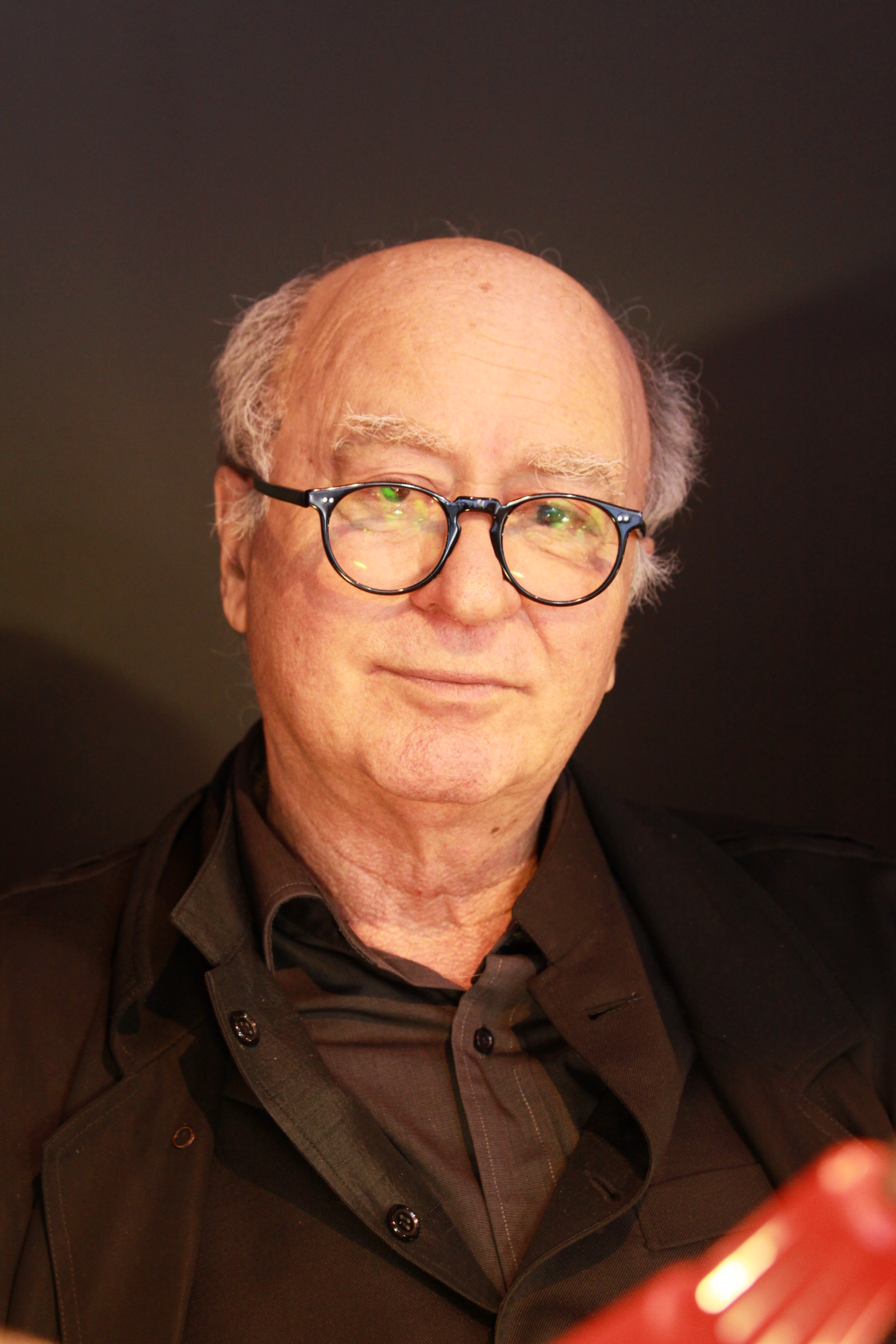
Жорж Волински
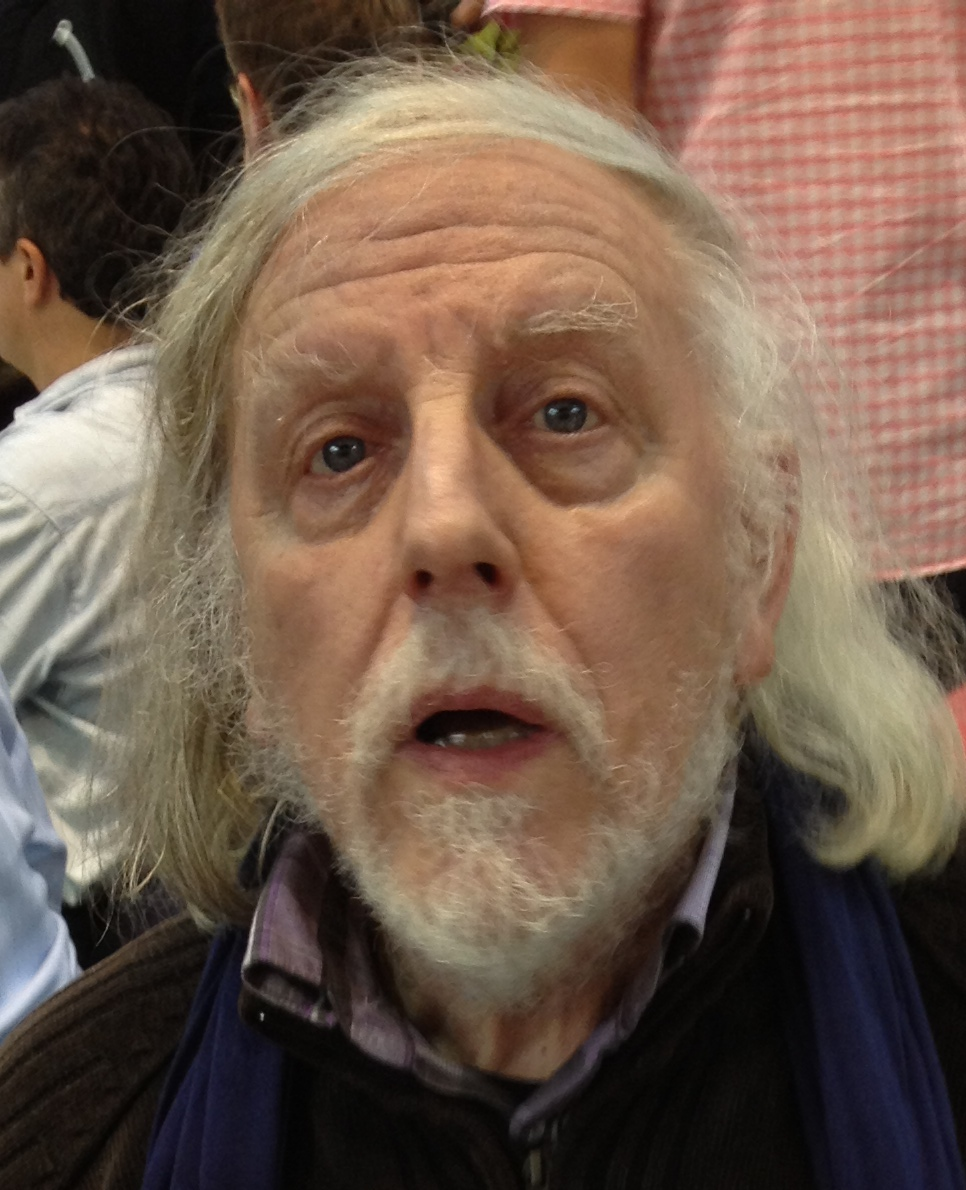
Филипп Оноре

1. Стефан Шарбоннье — главный редактор Charlie Hebdo, карикатурист, 47 лет.
2. Жан Кабю — карикатурист, 76 лет.
3. Жорж Волински — карикатурист, 80 лет.
4. Бернар Верлак — карикатурист, 57 лет.
5. Бернар Марис — экономист, колумнист Charlie Hebdo и France Inter, 68 лет.
6. Филипп Оноре — карикатурист, 73 года.
7. Мишель Рено — журналист, бывший глава администрации мэра Клермон-Феррана, 69 лет.
8. Франк Бренсоларо — полицейский, охранявший Шарбоннье, 49 лет.
9. Ахмед Мерабе — полицейский, сотрудник велосипедной бригады комиссариата 11 округа, 40 лет.
10. Мустафа Уррад — корректор, 60 лет.
11. Фредерик Буассо — агент по обслуживанию, сотрудник Sodexo, 42 года.
12. Эльза Кайя — психоаналитик и колумнист, 54 года.

## Связанные нападения

### Стрельба в Фонтене-о-Роз и Монруже
Спустя несколько часов после теракта в редакции Charlie Hebdo 32-летний Амеди Кулибали, поддерживавший связь с братьями Куаши, открыл огонь из пистолета ТТ, тяжело ранив 32-летнего мужчину, совершавшего пробежку в парке в городе Фонтене-о-Роз, расположенном в 10 километрах к юго-западу от Парижа.
8 января 2015 года Кулибали застрелил сотрудницу полиции Клариссу Жан-Филип и ранил сотрудника дорожной службы в городе Монруж к югу от Парижа, а затем скрылся. Предположительно, боевик открыл огонь, чтобы опробовать оружие перед следующим нападением.

### Захват заложников у Венсенских ворот

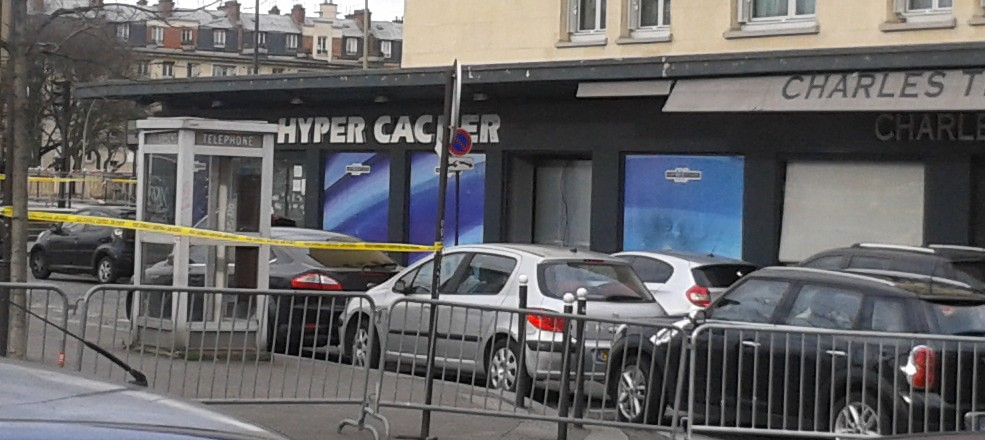
Оцепленный магазин кошерных продуктов

9 января 2015 года около 13:00 Кулибали, вооружённый автоматическим оружием, захватил магазин кошерных продуктов у Венсенских ворот в Париже. В ходе захвата погибло 4 человека. Нападавший взял в заложники 15 человек и объявил, что убьёт их, если полиция начнёт штурм здания в местечке Даммартен-ан-Гоэль, где укрылись братья Шериф и Саид Куаши.
Предполагалось, что вместе с Кулибали могла находиться его сообщница — Хаят Бумедьен, однако в магазине она обнаружена не была. Также Кулибали связался по телефону с редакцией телеканала BFM, заявив, что является боевиком Исламского государства. 9 января, к концу дня, спецназ начал штурм, в ходе которого Амеди Кулибали был ликвидирован.

### Теракт в Копенгагене
14 февраля 2015 года в Копенгагене около 16:00 по местному времени 22-летний Омар Абдель Хамид Аль-Хуссейн начал стрельбу на общественном семинаре «Искусство, богохульство и свобода слова», организованном в честь жертв стрельбы в редакции газеты Charlie Hebdo. На мероприятии присутствовал шведский художник Ларс Вилкс, который в 2007 году изобразил пророка Мухаммеда в виде «Кругового пса». Предполагается, что он был основной мишенью стрелявшего, однако сам художник не пострадал. В результате стрельбы был убит один гражданский, трое полицейских получили ранения. Через несколько часов произошёл ещё один эпизод стрельбы в Большой синагоге, в результате которого был убит один охранник и ранены двое полицейских.
Утром 15 февраля возле станции Нёрребро застрелили подозреваемого, который входил в здание, находящееся под наблюдением, и открыл по ним стрельбу. На пресс-конференции в тот же день представители полиции заявили, что убитый подозреваемый предположительно является ответственным за оба случая стрельбы.

## Террористы

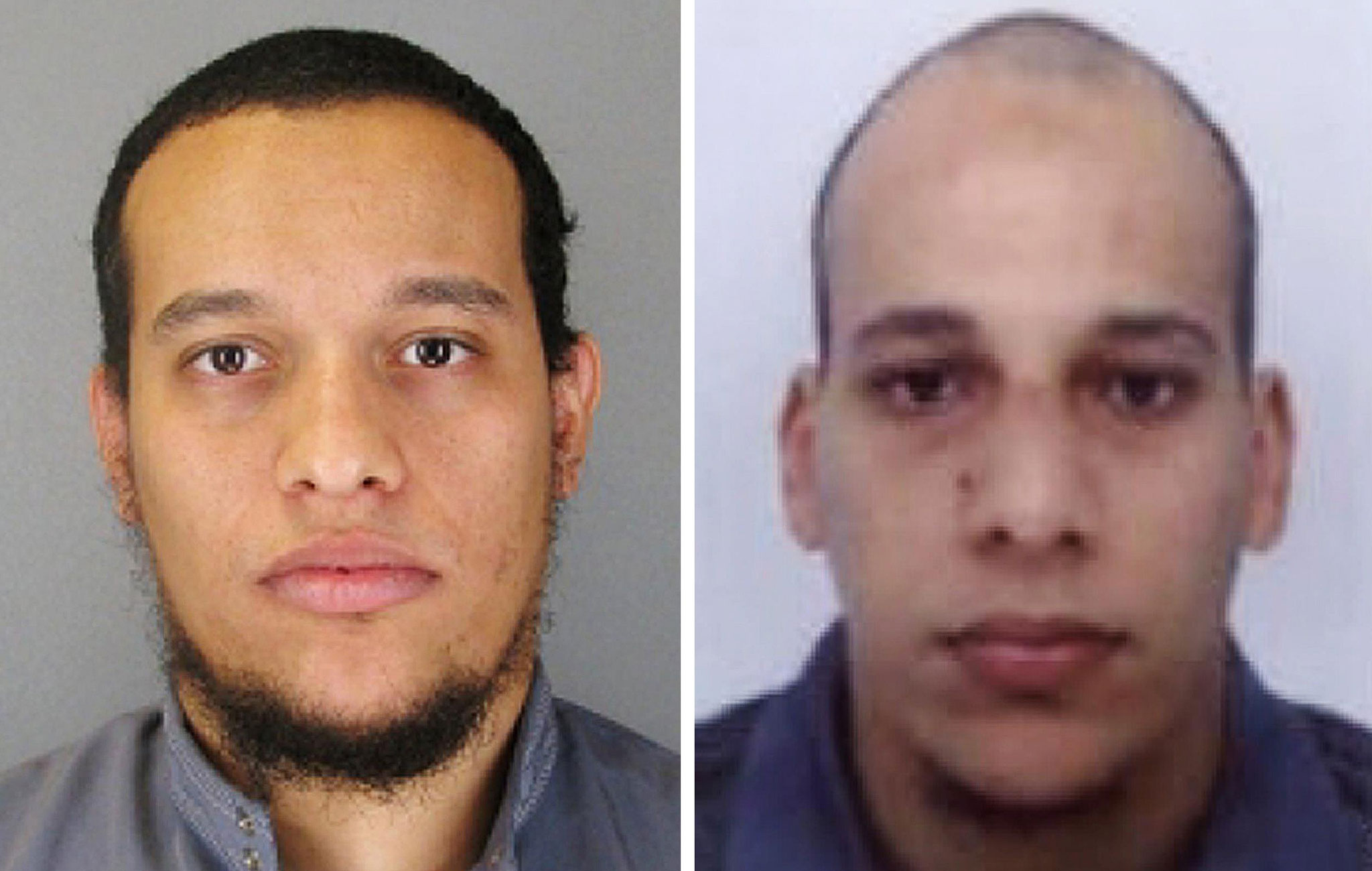
Саид и Шериф Куаши, совершившие нападение на редакцию

Нападение совершили Саид (родился 7 сентября 1980 года) и Шериф (родился 29 ноября 1982 года) Куаши — граждане Франции, выходцы из семьи алжирских иммигрантов. Братья остались сиротами в юном возрасте, Шериф воспитывался в приёмных семьях в Ренне. Переехали в Париж около 2000 года.
Шериф Куаши помогал искать людей, которые готовы отправиться в Ирак в помощь «Аль-Каиде» для борьбы с американскими войсками. В январе 2005 года был арестован, когда собирался уехать в Сирию и оттуда перебраться в Ирак. После освобождения он стал посещать проповеди Фарижа Беньетта, имама мечети в XIX округе Парижа. В 2008 году Шериф был признан виновным в терроризме за пособничество отправке боевиков в Ирак, попал в тюрьму на 1,5 года. Саид Куаши проходил тренировку на местных базах «Аль-Каиды» в Йемене. Оба брата входили в «чёрные списки» возможных авиапассажиров, намеревающихся приехать в США, сообщил представитель разведслужбы Соединённых Штатов телеканалу ABC.
Изначально предполагалось, что нападавших было трое или четверо. Вместе с братьями Куаши в розыск был объявлен 18-летний Хамид Мурад.
Как сообщила британская газета The Telegraph со ссылкой на одного из очевидцев произошедшего, 33-летнего агента по недвижимости Седрика Ле Беше, незадолго до атаки террористы обращались к прохожим с требованием передать СМИ, что они являются членами террористической группировки «Аль-Каида». Также, по словам Ле Беше, нападавшие были одеты в чёрную одежду военного стиля в масках и капюшонах; один из террористов нёс гранатомёт.

### Операция по задержанию и ликвидация
Вечером 7 января в полицейский комиссариат города Шарлевиль-Мезьер явился Хамид Мурад. По словам его одноклассников, днём он находился в лицее и пришёл в полицию, узнав в Интернете о начатом расследовании.
В ночь на 8 января полиция провела спецоперацию в Реймсе, целью которой было взятие проб ДНК и отпечатков пальцев предполагаемых террористов. Также в городах Реймс, Шарлевиль-Мезьер и Париже полиция арестовала 7 человек в рамках операции по поиску участников нападения. Эти семеро являются родственниками или знакомыми двух разыскиваемых экстремистов. Позднее, после ликвидации братьев Куаши, они были освобождены.
В автомобиле Citroën C3, который террористы бросили в XIX округе Парижа, полиция обнаружила около 10 бутылок с зажигательной смесью и два флага террористических организаций.
9 января братья Куаши укрылись в местечке Даммартен-ан-Гоэль, расположенном в 50 километрах к северу от Парижа. Предполагаемые террористы забаррикадировались в здании типографии CDT в промышленной зоне и захватили одного заложника. Вся промзона была полностью оцеплена полицией, на место происшествия стянуты спецподразделения жандармерии и МВД. По словам министра внутренних дел Франции, были мобилизованы все силы. В здании прятался ещё один сотрудник типографии, который поддерживал связь с полицией.
В 17:00 по местному времени того же дня правительственные силы начали штурм здания типографии. Братья Куаши выбежали из здания и открыли огонь по полицейским, ответным огнём они были убиты. Заложник не пострадал и был освобождён. В ходе штурма пострадал боец ударного подразделения жандармерии GIGN.
Почти одновременно со спецоперацией в Даммартен-ан-Гоэль полиция провела штурм кошерного магазина: полицейские ворвались внутрь, использовав шумовые гранаты. Исламист, захвативший заложников, был ликвидирован. В ходе штурма двое полицейских получили ранения.
По сообщению прокурора Парижа Франсуа Моллена, после ликвидации братьев Куаши в пригороде Парижа сотрудники полиции обнаружили целый военный арсенал, состоящий из десятков автоматов, ручного гранатомёта и бутылок с зажигательной смесью.

### Судебный процесс по делу пособников
В сентябре 2020 года в Париже начался судебный процесс по делу 11 человек, обвиняемых в пособничестве в нападении на редакцию. Один из них, Али Риза Польда, обвинялся в том, что помог приобрести оружие и боеприпасы. Ещё троих, находящихся в розыске, судили заочно. Подсудимым были предъявлены обвинения в хранении оружия, членстве в террористической организации и финансировании терроризма.

## Реакция

### Франция

Стандартное написание слогана Je suis Charlie с сайта Charlie Hebdo

Президент Франции Франсуа Олланд сделал заявление, в котором отметил, что нет никаких сомнений в том, что произошедшее является терактом. «Ни один варварский акт не сможет заглушить свободу прессы. Мы — единая страна, которая сможет реагировать и сплотиться», — заявил он. Олланд лично посетил место происшествия. Также Олланд вскоре после нападения на редакцию собрал Правительство Франции в Елисейском дворце, чтобы обсудить террористическую угрозу.
Премьер-министр Франции Мануэль Вальс заявил, что «все методы будут использованы для установления личности, выслеживания и задержания авторов нападения».
Вечером 7 января на парижской площади Республики началась многочисленная манифестация в знак солидарности с семьями погибших и пострадавших в результате теракта. Согласно данным организаторов манифестации, участие в ней приняли около 10—15 тысяч человек. Многие из присутствующих вышли с листовками с белой надписью «Je suis Charlie» (рус. Я — Шарли) на чёрном фоне в руках. Аналогичные манифестации прошли в 21 городе Франции, среди которых — Бордо, Лион, Марсель, Тулуза, Нант и др. В Лионе акция собрала от 10 до 15 тысячи человек, в Тулузе — 10, а в Нанте — 5. Также, через некоторое время после нападения, в «Твиттере» появился хештег #jesuischarlie в поддержку редакции, а французский Google разместил траурную ленту на заглавной странице.
В этот же день по всей Франции был объявлен трёхдневный траур.

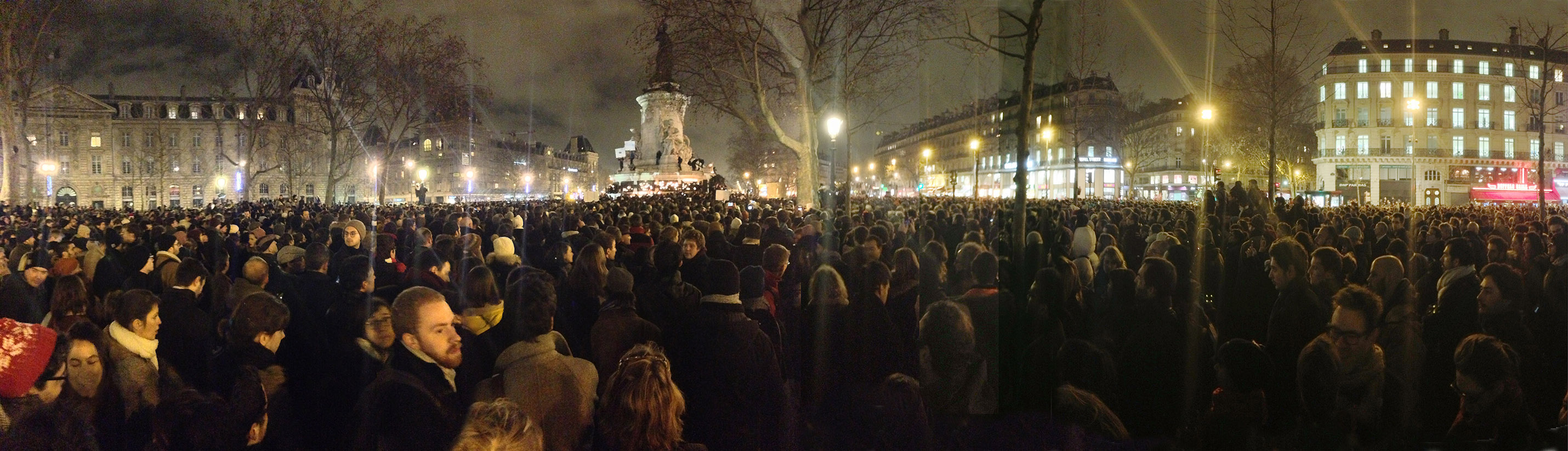
Манифестация на парижской площади Республики
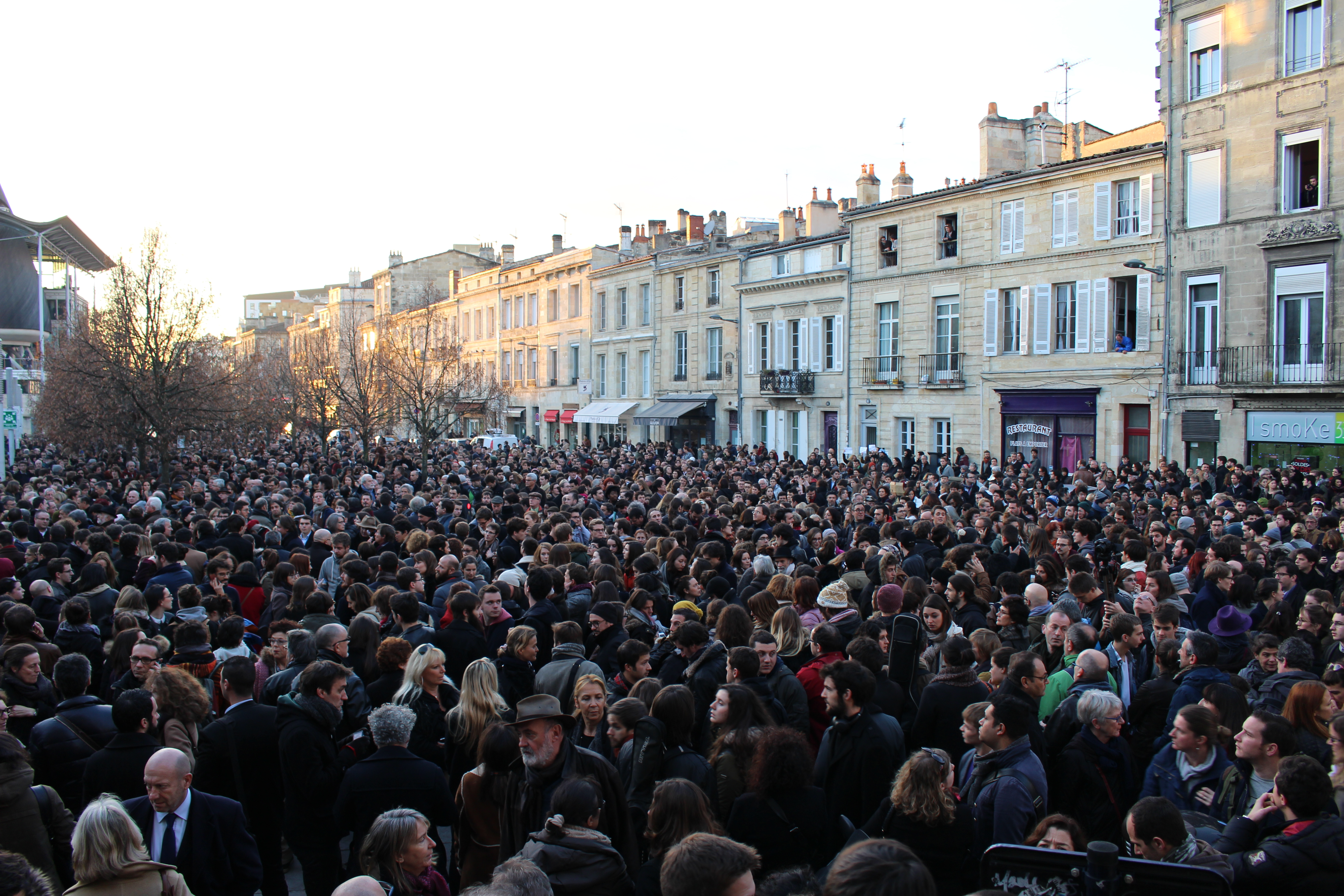
Демонстрация в Бордо
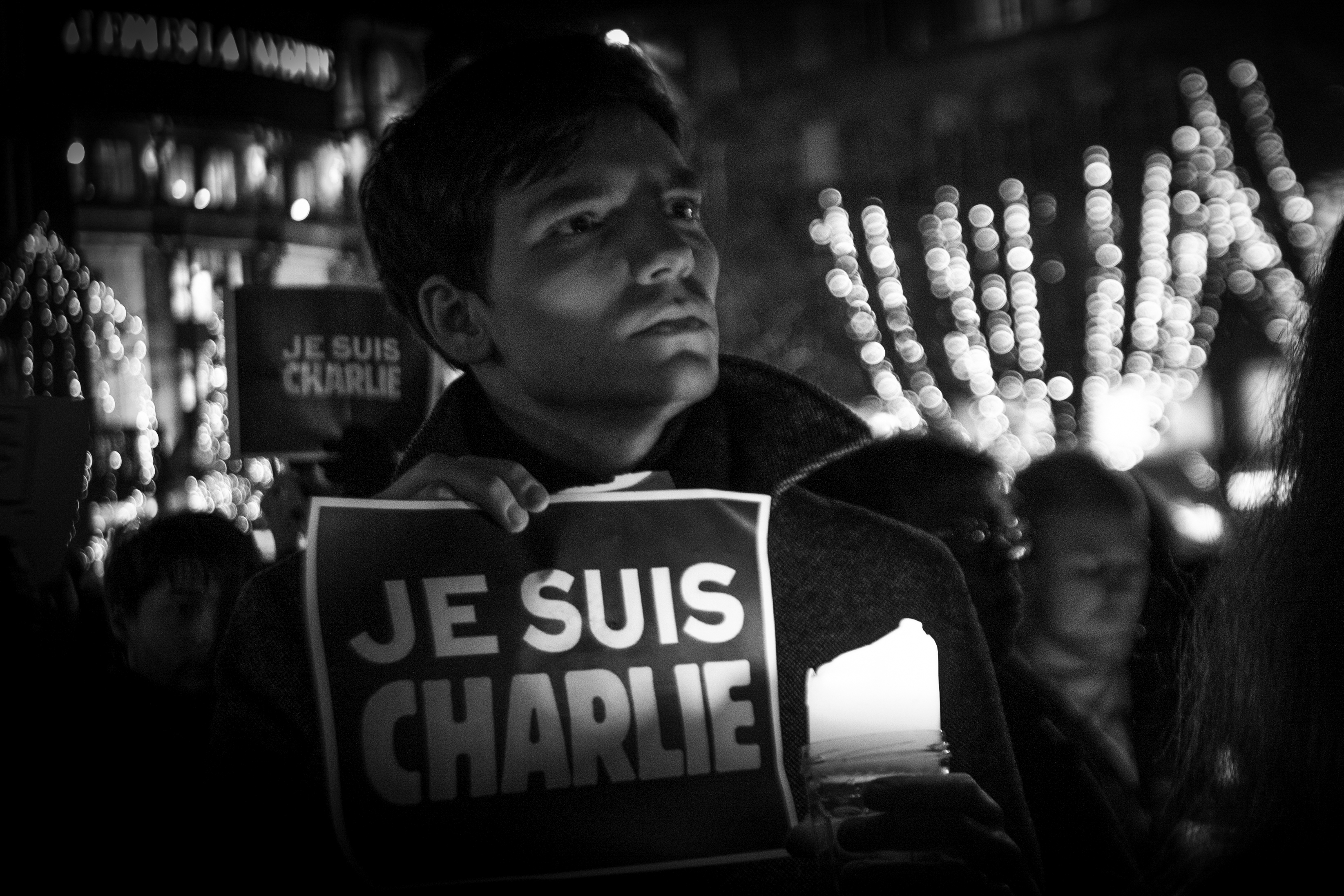
Демонстрант с плакатом «Я — Шарли» в Страсбурге

#### «Марш Республики»
11 января 2015 года в Париже прошёл республиканский марш в память о жертвах терактов 7—9 января. В нём приняли участие руководство Франции и несколько десятков руководителей и представителей государств мира — Бельгии, Великобритании, Германии, Испании, Италии, Польши, России, Украины и других.
Колонна начала движение от площади Республики по направлению к площади Нации. Для обеспечения безопасности на марше были мобилизованы 5,5 тысячи полицейских и военнослужащих. По оценкам полиции, в марше приняли участие более 2 миллионов парижан.

### Другие государства
Выразили соболезнования французскому народу и осудили теракт премьер-министр Австралии Тони Эбботт, президент Азербайджана Ильхам Алиев, власти Аргентины, президент Армении Серж Саргсян, президент Афганистана Ашраф Гани, президент Республики Беларусь Александр Лукашенко, президент Болгарии Росен Плевнелиев, премьер-министр Великобритании Дэвид Кэмерон, федеральный канцлер Германии Ангела Меркель, МИД Грузии, Государственный министр Дании Хелле Торнинг-Шмитт, президент Египта Абдул-Фаттах Ас-Сиси, премьер-министр Израиля Биньямин Нетаниягу, президент Ирана Хасан Рухани, премьер-министр Испании Мариано Рахой, премьер-министр Италии Маттео Ренци, президент Казахстана Нурсултан Назарбаев, премьер-министр Канады Стивен Харпер, эмир Катара шейх Тамим бин Хамад Аль Тани, МИД Китая, МИД Латвии, МИД Пакистана, президент Польши Бронислав Коморовский, президент России Владимир Путин, МИД Сирии, президент США Барак Обама, президент Турции Реджеп Тайип Эрдоган, президент Украины Пётр Порошенко, президент Чили Мишель Бачелет, премьер-министр Японии Синдзо Абэ и многие другие, а также представители непризнанных и частично признанных Республики Арцах, Донецкой Народной Республики, Республики Косово и Чеченской Республики Ичкерия.
Стихийные митинги возле посольств Франции с возложением свечей, цветов и венков прошли по всему миру, в том числе в Берлине, Брюсселе, Ереване, Киеве, Минске, Москве.

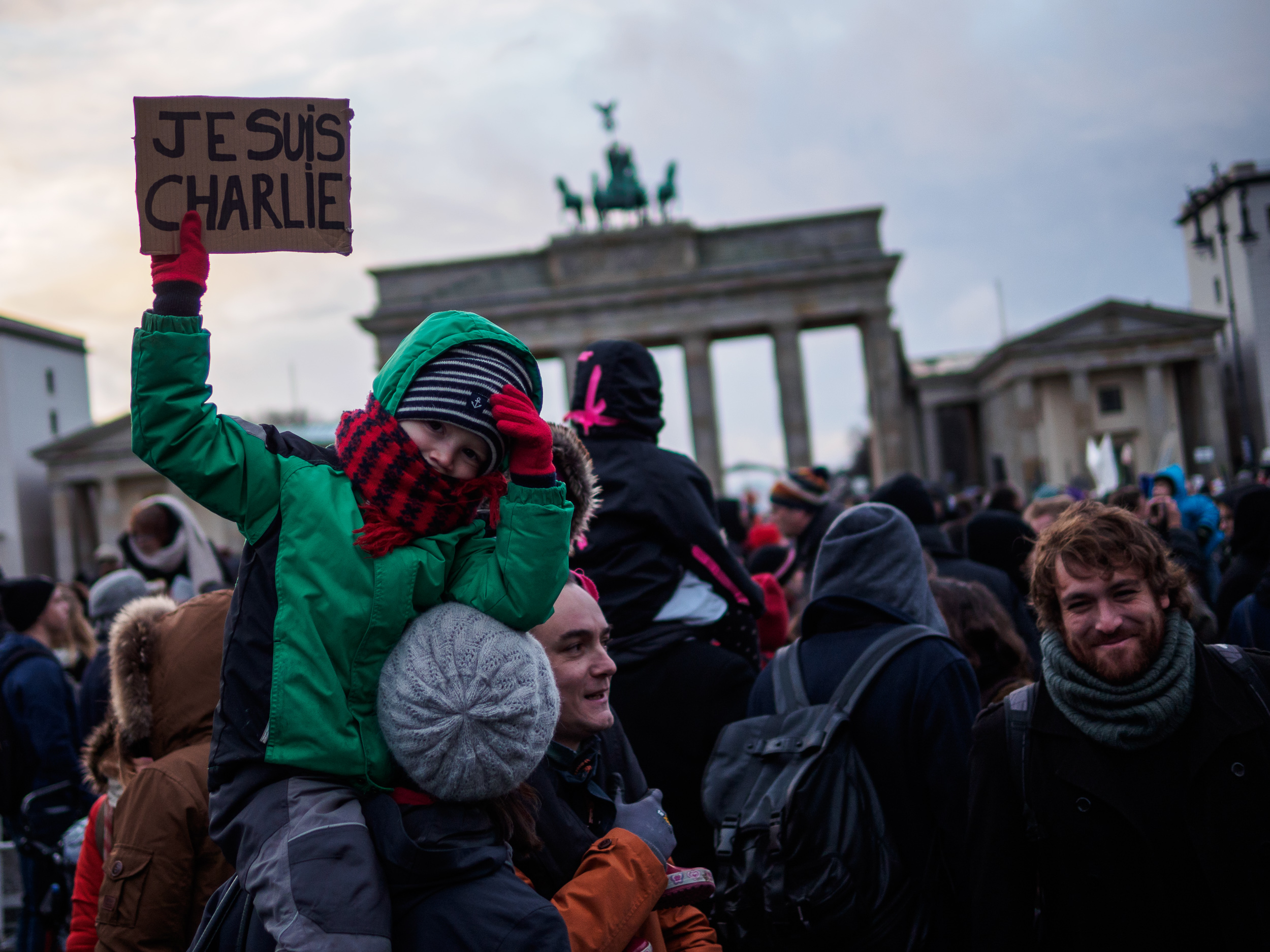
Демонстрация возле Бранденбургских ворот в Берлине
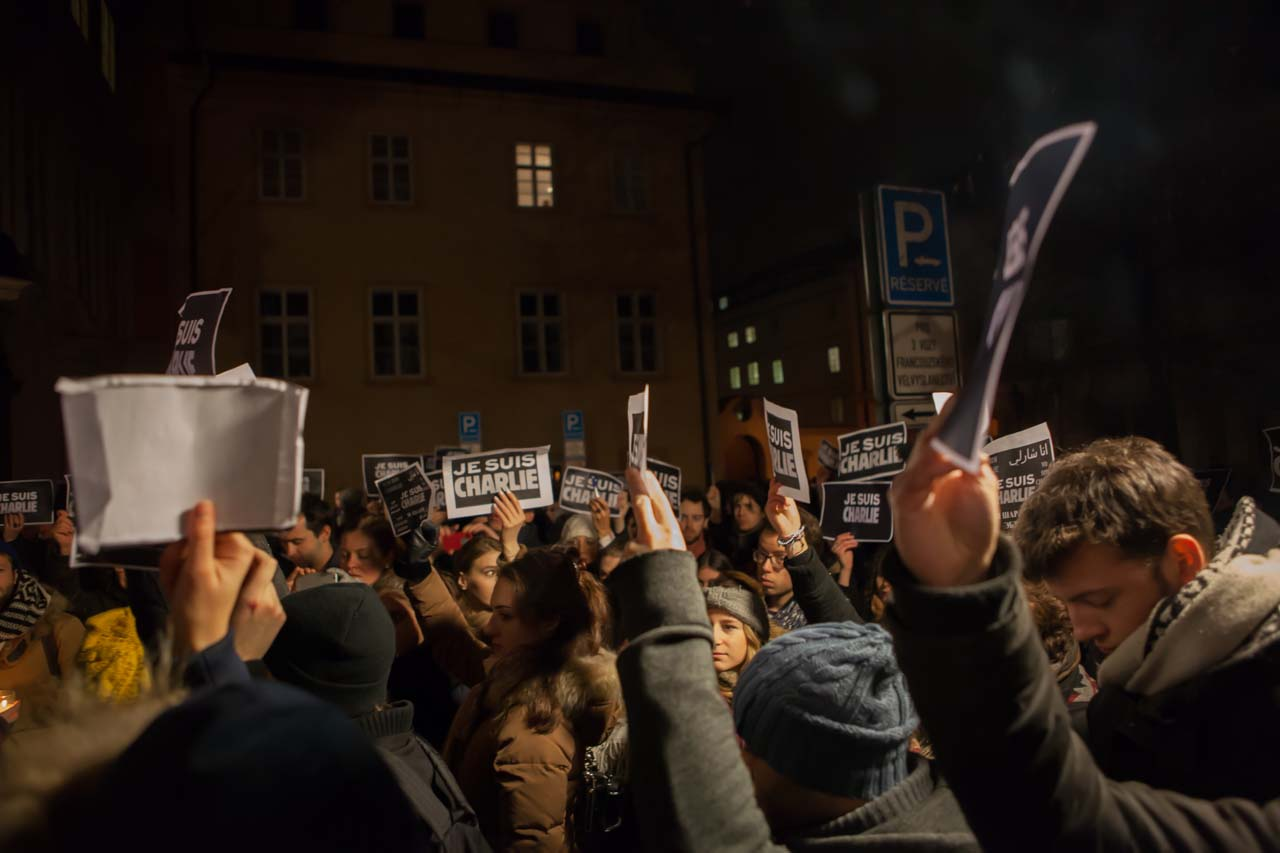
Прага, Чешская Республика
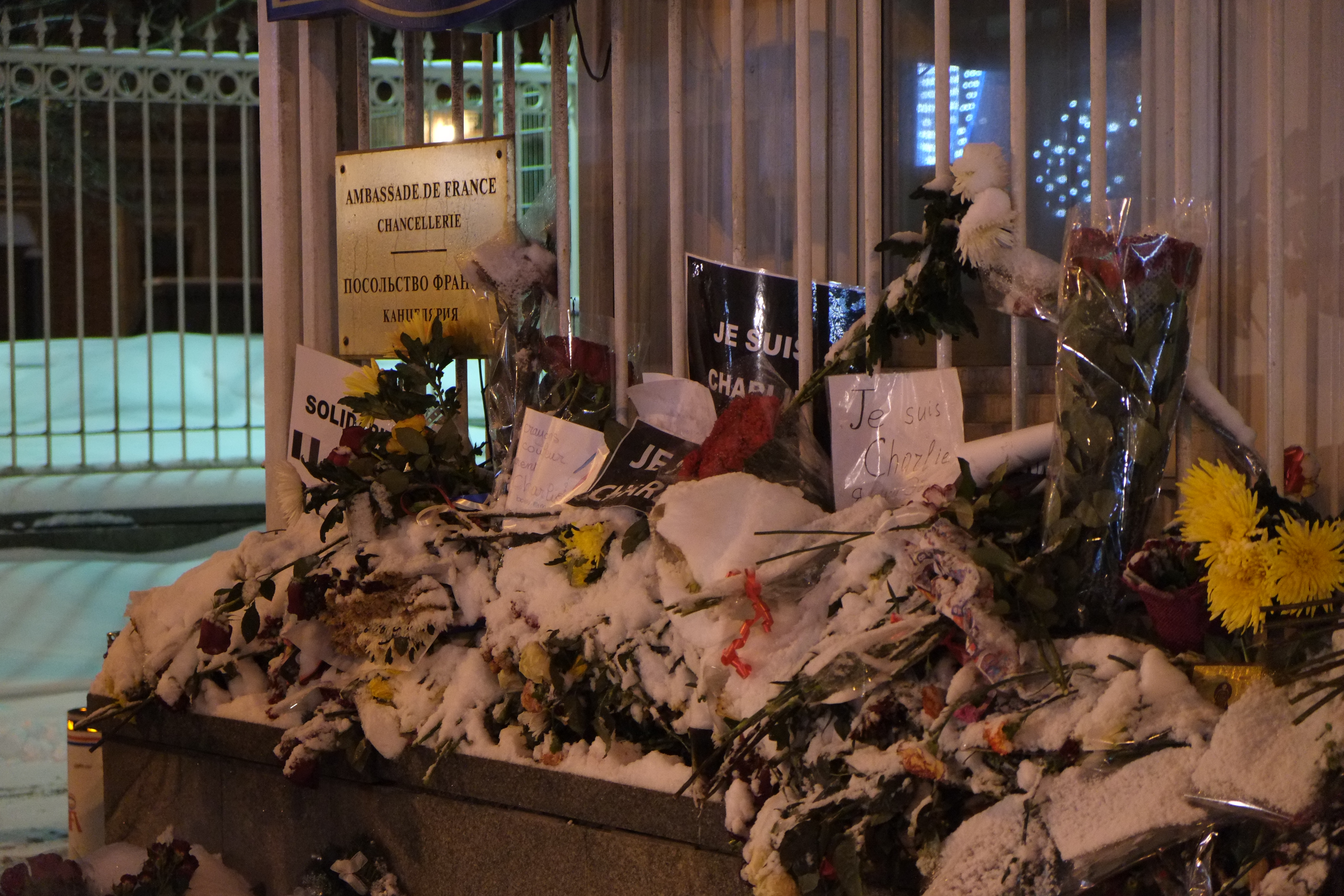
Цветы, свечи и карандаши у посольства Франции в Москве
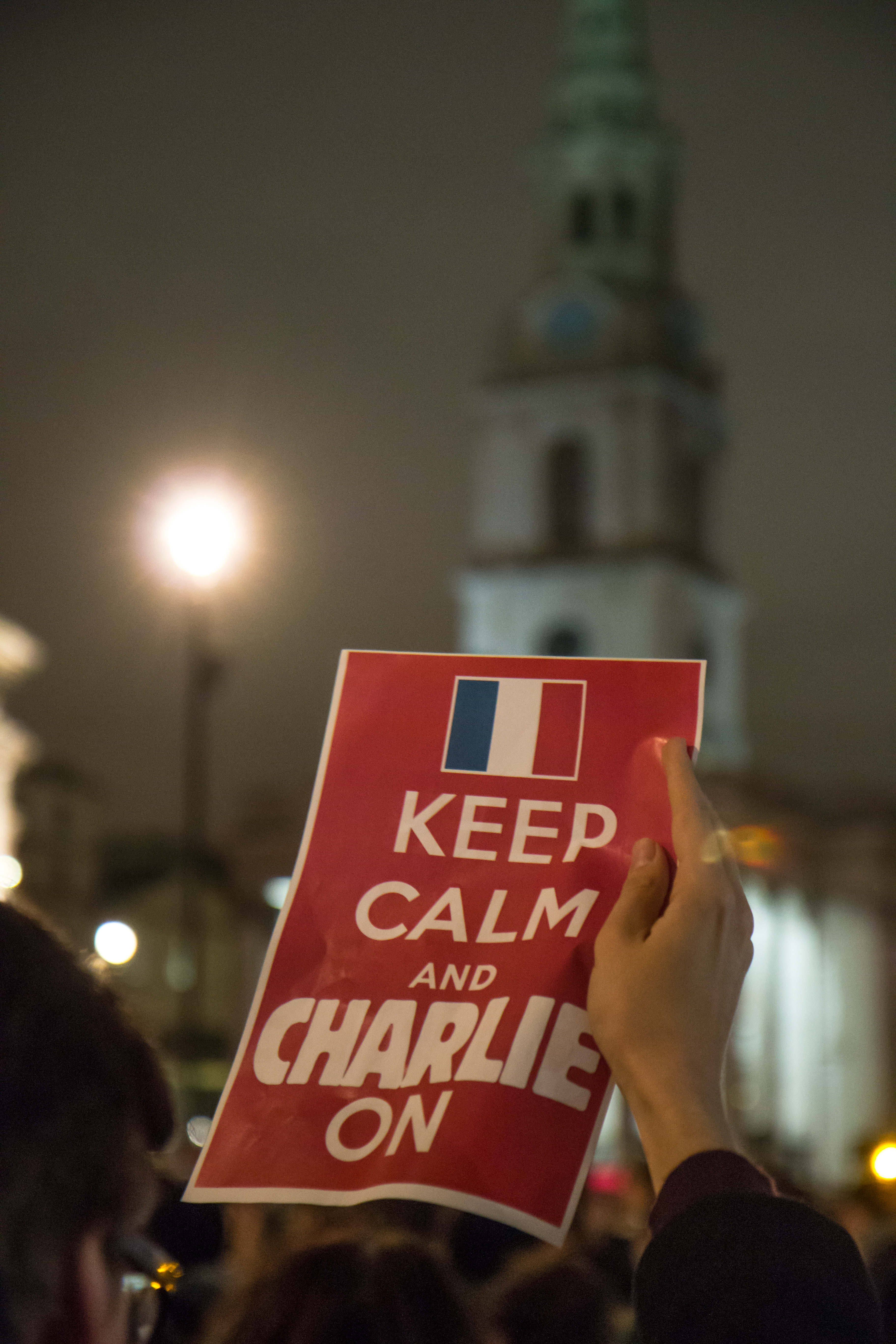
Трафальгарская площадь, Лондон

### Международные и религиозные организации
Обеспокоенность терактом выразили Генеральный секретарь ООН Пан Ги Мун, Генеральный директор ЮНЕСКО Ирина Бокова, Генеральный секретарь НАТО Йенс Столтенберг, Генеральный секретарь Совета Европы Турбьёрн Ягланд, председатель Парламентской ассамблеи Совета Европы Анн Брассёр, глава Европейской комиссии Жан-Клод Юнкер, президент Международного олимпийского комитета Томас Бах, а также представители ОБСЕ и Организации исламского сотрудничества.
Осудили нападение Папа римский Франциск, Патриарх Московский и всея Руси Кирилл, Совет муфтиев России, муфтий Духовного управления мусульман Украины «Умма» Саид Исмагилов, муфтий Мусульманского религиозного объединения в Республике Беларусь Абу Бекир Шабанович и многие другие.

### Террористические организации
Группировка «Аль-Каида на Аравийском полуострове» взяла на себя ответственность за произошедшее. В апреле 2015 года в СМИ появились сообщения, что в результате авиаудара американского БПЛА в Йемене был уничтожен лидер организации Насер бен Али аль-Анси, взявшей на себя ответственность за нападение и назвавший его «местью за пророка».
Боевики террористической организации «Исламское государство» одобрили теракт, однако свою причастность к произошедшему некоторое время отрицали. Позднее, во время пятничной проповеди в иракском городе Мосул, глава имамов Исламского государства шейх Абу Саад аль-Ансари заявил, что ИГ всё-таки также причастно к теракту в Париже.

### СМИ
После произошедшего ряд средств массовой информации предложил еженедельнику помощь. Опубликовать новый номер, который вышел 14 января трёхмиллионным тиражом в сокращённой восьмистраничной версии, еженедельнику помогали медиагруппа Canal+ и газета Le Monde; сотрудники издания разместились в помещениях газеты Libération. Номер был быстро раскуплен и тираж подняли сначала до пяти, а затем и до семи миллионов экземпляров.
В конце 11 серии 26 сезона американского мультсериала «Симпсоны» на экране появилась героиня мультфильма Мэгги Симпсон, одетая в синюю тогу и с плакатом «Je suis Charlie» в руках.
Многие Мировые СМИ (американские издания Business Insider и The Huffington Post, немецкие газеты Berliner Zeitung и Hamburger Morgenpost, датская газета Berlingske и многие другие) решили опубликовать карикатуры с изображением пророка Мухаммеда. На сайте таблоида Daily Beast появился топ из 16 наиболее скандальных карикатур Charlie Hebdo, которые изначально были опубликованы в 2011 году. Британская вещательная корпорация «Би-би-си» отказалась от действовавшего ранее запрета на любые изображения пророка Мухаммеда в своей продукции.
При этом большинство ведущих изданий решило не публиковать карикатуры пророка Мухаммеда: такую позицию, в частности заняли американские СМИ NBC, CNN, ABC, CBS, The New York Times и т. д. Британская The Daily Telegraph опубликовала фото обложки Charlie Hebdo с размытой карикатурой, аналогично поступили в нью-йоркской ежедневной газете Daily News. Некоторые издания, включая «Ассошиэйтед Пресс», опубликовали обрезанные снимки с обложками Charlie Hebdo, на которых не видны сами провокационные карикатуры. В Федеральной службе по надзору в сфере связи, информационных технологий и массовых коммуникаций призвали российские СМИ не публиковать карикатуры на религиозных деятелей.

### Представители культуры
В феврале 2015 года японский режиссёр-аниматор Хаяо Миядзаки выразил своё мнение по поводу происшествий в редакции Charlie Hebdo, сказав, что публикация карикатур стала причиной случившегося. «Я думаю, что неправильно рисовать карикатуры на тех, кому поклоняются люди другой культуры. Не надо было этого делать, вместо этого для начала сделайте карикатуры на политиков своей страны», — сказал Миядзаки.

## Память
Властями Парижа принято решение присвоить газете Charlie Hebdo звание «Почётный гражданин города Парижа».
Власти французского города Ла-Трамблад в департаменте Приморская Шаранта приняли решение переименовать одну из городских площадей в честь еженедельника Charlie Hebdo. Как сообщил мэр муниципалитета Жан-Пьер Тайё, новое название получит небольшая площадь, расположенная рядом с библиотекой Ла-Трамблад.
Организаторы 42-го Международного фестиваля комиксов в Ангулеме посмертно наградили погибших художников Charlie Hebdo специальным Гран-при.
1 января 2016 года стало известно, что Стефану Шарбоннье, Жану Кабю, Филиппу Оноре, Бернару Верлаку, Эльзе Кайя, Мустафе Урраду, Мишелю Рено, Фредерику Буассо присвоена степень офицера, а полицейским Франку Бренсоларо, Ахмеду Мерабе и Клариссе Жан-Филипп — степень рыцаря ордена Почётного легиона посмертно.

### Мемориалы

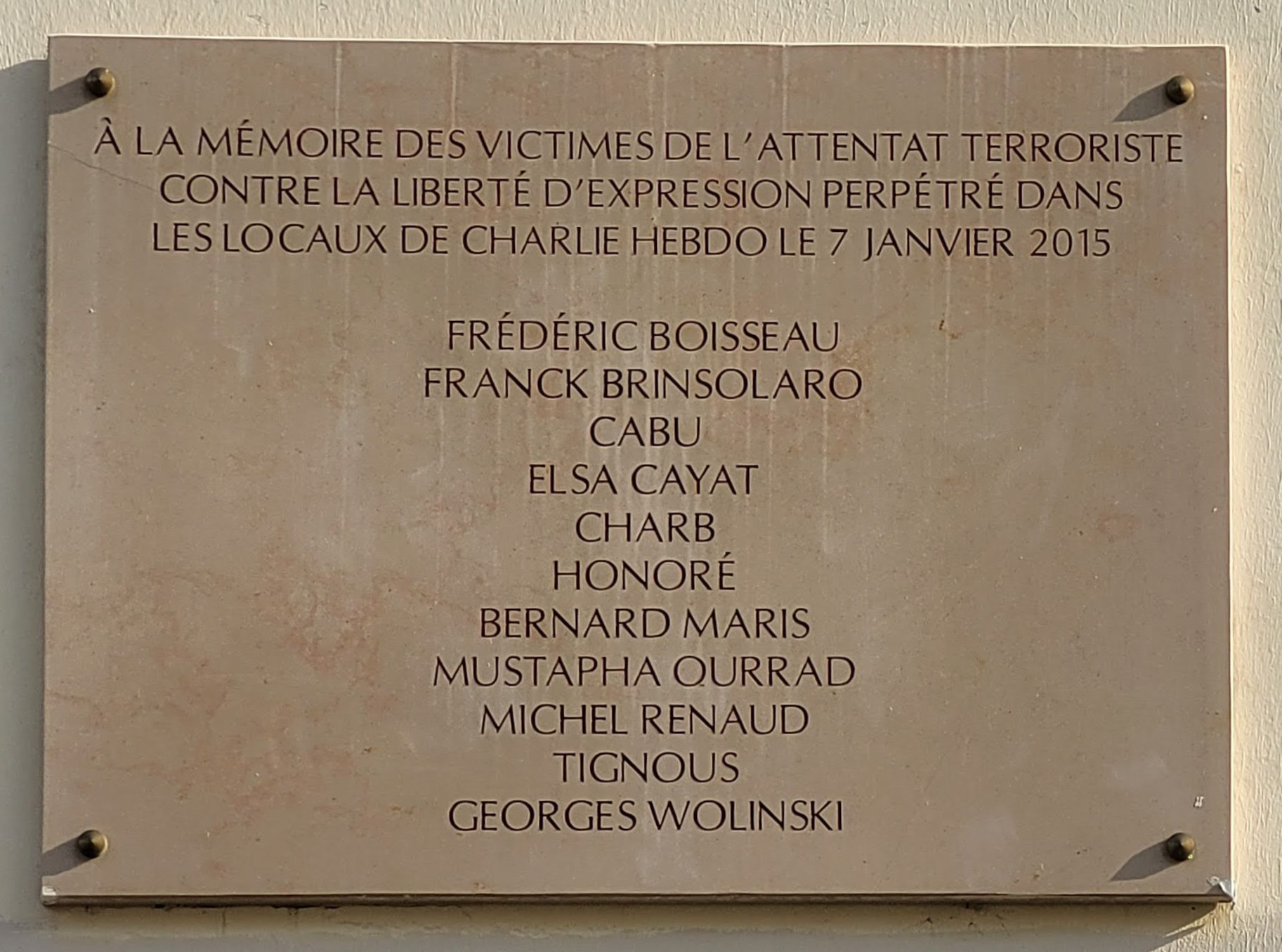
Мемориальная доска на улице Николя-Аппер

5 января 2016 года президент Франции Франсуа Олланд, премьер-министр Мануэль Вальс и мэр Парижа Анн Идальго открыли мемориальные доски в память о погибших:
- на улице Николя-Аппер в XI округе Парижа, где ранее располагалась редакция еженедельника;
- на бульваре Ришар-Ленуар, где был убит полицейский Ахмед Мерабе;
- на здании кошерного магазина у Венсенских ворот.

Накануне рядом с местом гибели Ахмеда Мерабе уличный художник, известный под псевдонимом С215, изобразил на стене здания портрет погибшего полицейского, а бывшие коллеги последнего — раскрашенный в цвета национального флага тег со словами «Je suis Ahmed» («Я — Ахмед») на тротуаре напротив мемориальной доски.
9 января 2016 года ещё одна мемориальная доска была открыта президентом Олландом в Монруже, 8 января 2015 года террористом Амеди Кулибали была убита 25-летняя муниципальная полицейская Кларисса Жан-Филипп. Также была переименована улица, на которой произошла стрельба: из авеню Пе в авеню Пе — Кларисса Жан-Филипп (фр. avenue de la Paix — Clarissa Jean-Philippe).
10 января 2016 года на парижской площади Республики была торжественно открыта мемориальная доска с надписью «В память о жертвах терактов, которые произошли в январе и ноябре 2015 года в Париже, Монруже и Сен-Дени».